# Вељко Јеремић
Вељко Јеремић (Прибој, 1985) професор је на Факултету организационих наука и шаховски велемајстор.

## Биографија
Вељко Јеремић је рођен 9. новембра 1985. године у Прибоју. Завршио је Осму београдску гимназију, а Факултет организационих наука, одсек Информациони системи и технологије, уписао је 2004. године. Дипломирао је у септембру 2008. године, а потом и мастер студије на студијском подручју Рачунарска статистика под менторством проф. др Зорана Радојичића. Након тога, уписао је докторске студије на Факултету организационих наука, изборно подручје Операциона истраживања. Докторску дисертацију под називом „Статистички модел ефикасности заснован на Ивановићевом одстојању“ одбранио је 1. октобра 2012. године под менторством проф. др Зорана Радојичића.
Од марта 2009. године ради на Факултету организационих наука, где је биран у звања сарадника у настави, асистента и доцента, а децембра 2017. године добио је звање ванредног професора на Катедри за операциона истраживања и статистику. Ангажован је у наставном процесу на основним, мастер, специјалистичким и докторским академским студијама на низу предмета Лабораторије за статистику:
- основне студије: Теорија вероватноће, Статистика, Симулација у пословном одлучивању, Статистика у менаџменту, Биостатистика
- мастер студије: Пословна статистика, Рачунарска статистика, Статистика у менаџменту — изабрана поглавља, Биостатистика и телемедицина
- докторске студије: Мултиваријациона анализа, Квантитативни модели и методе у менаџменту, Статистика у менаџменту[1]

Поред основних наставних активности, Вељко Јеремић је ангажован на студијском програму мастер академских студија „Рачунарство у друштвеним наукама” на мастер студијама на Универзитету у Београду, на предметима Квантитативно моделирање у друштвеним наукама и Организација истраживања и статистика. Мастер студије су један од резултата TEMPUS пројекта INCOMING - Interdisciplinary Curricula in Computing to Meet Labor Market Needs, 530155-TEMPUS-1-2012-1-EE-TEMPUS-JPCR. Такође, ангажован је на предмету Методологија истраживања пословања и менаџмента на студијском програму мастер академских студија Менаџмент пословних перформанси на мастер студијама на Универзитету у Београду. Ангажован је на предмету Примењена статистика у менаџменту и пословању (енгл. Applied Statistics for Business and Management) на студијском програму мастер академских студија „Међународно пословање и менаџмент” (енгл. International Business and Management), који се изводи на енглеском језику (дуална диплома Факултета организационих наука Универзитета у Београду и Мидлсекс Универзитета у Лондону). У оквиру овог програма је две године заредом био проглашаван за најбољег професора.
Кроз Еразмус програме мобилности био је гостујући предавач на неколико европских универзитета, укључујући: Универзитет Козмински у Варшави (2017, 2018, 2019), Универзитет у Вилњусу (2017), Универзитет Рома Тре у Риму (2017), Универзитет Федерико II у Напуљу (2018), Универзитет у Баден-Виртембергу (2019), и Католички универзитет у Лилу (2019).
Одржао је предавање у Српској академији наука и уметности на тему: Унапређење позиције Универзитета у Београду на светским ранг листама: шансе и изазови, у оквиру округлог стола на тему Рангирање универзитета, факултета и истраживача. Био је предавач по позиву на Annual meeting of Community of Practice on Composite Indicators and Scoreboards, European Commission Joint Research Center; и позивни предавач на Факултету за организацију и информатику Универзитета у Загребу, на тему Ranking of universities and institutions within the university: issues and perspectives. Стручно се усавршавао на Универзитету у  Амстердаму кроз InGRID-2 Horizon 2020 пројекат. Члан је бројних института и удружења, међу којима су International Statistical Institute, International Association for Official Statistics и International Society for Informetrics & Scientometrics.
Његов педагошки рад је од стране студената редовно вреднован највишим оценама. Ментор је више од 60 дипломских и 30 мастер радова. Као
ментор/коментор извео је два докторанта, тренутно води једну докторску дисертацију. Члан је комисије десет одбрањених докторских дисертација.
Активно је учествовао у развоју научно-наставног подмлатка кроз чланства у комисијама за избор у научна и наставна звања на Универзитету у Београду. Учесник је бројних пројеката попут: Advanced Data Analytics in Business – ADA, ID: 598829-EPP-1-2018-1-RS-EPPKA2-CBHE- JP; EUROPEAID/133824/DH/SER/RS: IPA – Strengthening the Serbian Statistical System by Upgrading Methodologies and Standards and by the Appliance of Good Practice; INCOMING – Interdisciplinary Curricula in Computing to Meet Labor Market Needs, European Commission, 530155- TEMPUS-1-2012-1-EE-TEMPUS-JPCR.
Објавио је више од 40 радова у часописима са импакт фактором. Цитиран је више од 1.300 пута на Google Scholar-у.
Водећи је уредник IGI Book Emerging Trends in the Development and Application of Composite Indicators, индексиране у бази SCOPUS. Од 2016. године је уредник међународне секције часописа Management: Journal of Sustainable Business and Management Solutions in Emerging Economies. Рецензирао је већи број радова у часописима са SCIe и SSCI листе попут: JASIST, Scientometrics, Interactive Learning Environments, European Journal of Sport Science, Applied Statistics, Economic Research – Економска истраживања, Друштвена истраживања, Social Indicators Research, Information Development, Journal of the Operational Research Society, The Professional Geographer, Journal of Cleaner Production, Polish Journal of Environmental Studies, Eastern European Economics, The Social Science Journal, Revista Brasileira de Gestão de Negócios, Expert Systems with Applications, IEEE Access, Journal of Informetrics, International Journal of Medical Informatics, Journal of Population Ageing, Technological and Economic Development of Economy, International Journal of Educational Development, Heliyon.
Рангиран је у најбољих 3% светских рецензената. Рецензирао је радове за домаће конференције SYMORG2016, SYMOPIS2017 и часописе YUJOR, INFOM и Маркетинг.

## Шаховска каријера
Шах је научио да игра са четири године. Током основне и средње школе учествовао је на великом броју домаћих и интернационалних такмичења, а интернационални мајстор постао је 2002. године. Вељко Јеремић је 2004. године освојио прво место на међународном турниру у Коринту и тиме остварио последњи услов за титулу велемајстора, те му је са непуних 19 година, 30. октобра 2004. године, званично уручена титула, чиме је постао најмлађи шаховски велемајстор у Србији. Титулу најмлађег шаховског велемајстора Србије носио је до 2016. године, када га је на том месту заменио Милан Зајић.
Био је тренер женске репрезентације Србије на Олимпијским играма у Дрездену 2008. године. Репрезентација је освојила седмо место у конкуренцији од 111 тимова, испавши у последњем колу од Грузије, која је била предвођена бившом светском шампионком Мајом Чибурданидзе.
Вишеструки је кадетски (1995, 1997, 2000 и 2001. године) и јуниорски (2002. и 2003. године) шампион Југославије, као и екипни сениорски шампион Србије (2007) и Србије и Црне Горе (2005), екипни сениорски вицешампион Србије четири године у низу (2008—2011. године). Освајач је бронзане медаље (како у екипној конкуренцији, тако и на својој табли) на екипном првенству БиХ 2003. године. На екипном првенству Европе за јуниоре 2001. године остварио је најбољи резултат на својој табли (репрезентација Србије је освојила бронзану медаљу). Учесник је европских и светских кадетских/јуниорских првенстава на којима је остварио запажене резултате.

## Награде
- Титула шаховског велемајстора[6] (2004)
- Награда за најбољи постер, International Seminar on the Active Ageing Index (2015)
- Награда за најбољи постер, Second International Seminar on the Active Ageing Index (2018)
- Награда за најбољи постер, Second International Seminar on the Active Ageing Index (2018)
- Супервизор и коментор Милице Маричић, добитнице награде IAOS-OECD 2018 Young Scholars for Better Statistics[8] (2018)

## Одабрана библиографија
- Isljаmovic, S., Jeremic, V., Petrovic, N., Rаdojicic, Z. (2014). Colouring the socio-economic development into green: I-distance framework for countries' welfare evaluation. Quality and Quantity, In Press, IF 0.761.
- Zornic, N., Mаrkovic, A., Jeremic, V. (2014). How the top 500 ARWU can provide a misleading rank. Journal of the Association for Information Science and Technology. 65(6), 1303-1304, IF 2013 – 2.23.
- Jeremic, V., Jovаnović-Milenkovic, M. (2014). Evaluation of Asian university rankings: position and perspective of leading Indian higher education institutions. Current Science, 106(12), 1647- 1653, IF 2013 – 0.833.
- Jeremic, V., Jovanović-Milenkovic, M., Radojicic, Z., & Martic, M. (2013). Excellence with Leadership: the Crown Indicator of SCImago Institutions Rankings IBER Report. El Profesional de la Informacion, 22(5), 474-480, IF 2013 – 0.402.
- Seke, K., Petrovic, N., Jeremic, V., Vukmirovic, J., Kilibаrdа, B., & Mаrtic, M. (2013). Sustainable development and public health: rating European countries. BMC Public Health, 13, 77, IF 2013 – 2.32.
- Jovаnovic, M., Jeremic, V., Sаvic, G., Bulаjic, M., & Mаrtic, M. (2012). How does the normalization of data affects the ARWU ranking? Scientometrics, 93(2), 319-327, IF 2012 – 2.133.
- Jeremic, V., Bulаjic, M., Mаrtic, M., Markovic, A., Savic, G., Jeremic, D., & Radojicic, Z. (2012). An Evaluation of European Countries Health Systems through Distance Based Analysis. Hippokratia, 16(2), 170-174, IF 2012 – 0.589.
- Radojicic, Z., & Jeremic, V. (2012). Quantity or quality: What matters more in ranking higher education institutions? Current Science, 103(2), 158-162, IF 2012 - 0.905.
- Jeremic, V., Bulаjic, M., Mаrtic, M., & Rаdojicic, Z. (2011). A fresh approach to evaluating the academic ranking of world universities. Scientometrics, 87(3), 587-596, IF 2011 – 1.966.[2]
- Maricic, M., Djokovic, A., & Jeremic, V. (In Press). The validity of student evaluation of teaching: Is there gender bias? Croatian Journal of Education –Hrvatski časopis za odgoj i obrazovanje. IF (2017) –0.158
- Dobrota, M., & Jeremic, V. (2017). Shedding the Light on the Stability of University Rankings in the ICT Field. IETE Technical Review, 34 (1), 75-82. IF (2017) – 1.339
- Jeremic, V., Radojicic, Z., & Dobrota, M. (2017). Emerging Trends in the Development and Application of Composite Indicators (pp. 1-402). Hershey, PA: IGI Global.
- Radojicic, A., Jovanovic-Milenkovic, M., & Jeremic, V. (2017). Academic Performance vs. Academic Reputation: What Comes First – How Well You Perform or How Others See Your Performance?. In K. Downing, & F. Ganotice, Jr. (Eds.) World University Rankings and the Future of Higher Education (pp. 25-60). Hershey, PA: IGI Global.
- Maricic, M., Zornic, N., & Jeremic, V. (2017). Ranking European Universities based on their level of Internationalization: the European University-Internationalization Index. Proceedings of 9th International Conference on Education and New Learning Technologies – EduLearn17, Barcelona, Spain, pp. 8004-8014.
- Djurovic, I., Jeremic, V., Bulajic, M., & Dobrota, M. (2017). A Two-Step Multivariate Composite I-Distance Indicator Approach for the Evaluation of Active Ageing Index. Journal of Population Ageing, 10(1), 73-86.
- Petrovic, M., Jeremic, V., & Bojkovic, N. (2017). Exploring Logistics Performance Index using I-distance statistical approach. Proceedings of 3rd Logistics International Conference, Beograd, pp. 160-165.
- Jovanovic Milenkovic M., Brajovic B., Milenkovic D., Vukmirovic D., & Jeremic V. (2016). Beyond the equal-weight framework of the Networked Readiness Index: A multilevel I- distance methodology. Information Development, 32(4), 1120-1136. IF (2016) - 1.691
- Savic, D., Jeremic, V., & Petrovic, N. (2016). Rebuilding the Pillars of Sustainable Society Index: a Multivariate Post Hoc I-distance Approach. Problemy Ekorozwoju - Problems of Sustainable Development, 11(1), 125-134. IF (2016) – 0.688
- Dobrota, M., Bulajic, M., Bornmann, L., & Jeremic, V. (2016). A new approach to QS University ranking using composite I-distance indicator: uncertainty and sensitivity analyses. Journal of the Association for Information Science and Technology. 67(1), 200- 211. IF (2016) – 2.322
- Jovanovic-Milenkovic, M., & Jeremic, V. (2016). Towards a Framework for Measuring E- Health Status across the World. In M. M. Cruz-Cunha, I. M. Miranda, & R. Rijo (Eds.) Encyclopedia of E-Health and Telemedicine (pp. 843-861). Hershey, PA: IGI Global.
- Isljamovic, S., Jeremic, V., & Lalic, S. (2016). Indicators of Study Success Related to Impact of University Students' Enrollment Status. Croatian Journal of Education- Hrvatski Casopis za Odgoj i Obrazovanje, 18(2), 583-606. IF (2016) – 0.126
- Maricic, M., Bulajic, M., Radojicic, Z., & Jeremic, V. (2016). Multivariate approach to imposing additional constraints to the Benefit-of-the-Doubt model: The case of QS World University Rankings by Subject. Croatian Review of Economic, Business and Social Statistics, 2(1), 1-14.
- Maricic, M., Djokovic, A., & Jeremic, V. (2016). Gender bias in student assessment of teaching performance. Proceedings of Central European Conference on Information and Intelligent Systems, Varaždin, Croatia, pp. 137-143.
- Sormaz, J., Kuzmanovic, M., & Jeremic, V. (2016). The Conjoint analysis of parents' preferences towards children's physical activities. Proceedings of XV International Symposium Reshaping the Future Through Sustainable Business Development and Entrepreneurship SymOrg 2016, Zlatibor, Serbia, pp. 100-108.
- Maricic, M., Zornic, N., & Jeremic, V. (2016). Ranking European universities based on their level of collaboration with the Industry: The University-Industry Research Connections Index. Proceedings of 8th International Conference on Education and New Learning Technologies - EduLearn16, Barcelona, Spain, pp. 6095-6105.
- Dobrota, M., Jeremic, V., Bulajic, M., & Radojicic, Z. (2015). Uncertainty and Sensitivity Analyses of PISA Efficiency: Distance Based Analysis Approach. Acta Polytechnica Hungarica, 12(3), 41-58. IF (2015) – 0.544
- Zornic, N., Bornmann, L., Maricic, M., Markovic, A., Martic, M., & Jeremic, V. (2015). Ranking institutions within a university based on their scientific performance: A percentile-based approach. El Profesional de la Información, 24(5), 551-566. IF (2015) – 0.710
- Isljamovic, S., Jeremic, V., Petrovic, N., & Radojicic, Z. (2015). Colouring the socio-economic development into green: I-distance framework for countries' welfare evaluation. Quality and Quantity, 49(2), 617-629. IF (2015) - 0.867
- Dobrota, M., Martic, M., Bulajic, M., & Jeremic, V. (2015). Two-phased composite I- distance indicator approach for evaluation of countries’ information development. Telecommunications Policy, 39(5), 406-420. IF (2015) – 0.982
- Horvat, A., Antic, S., & Jeremic, V. (2015). A new perspective on quality characteristics determining supply chain management of coffee production. Inzinerine Ekonomika - Engineering Economics, 26(3), 239-244. IF (2015) – 0.806
- Petrovic, N., Jeremic, V., Cirovic, M., & Milenkovic, N. (2014). Facebook versus Moodle in practise. American Journal of Distance Education, 28(2), 117-125.
- Zornic, N., Markovic, A., & Jeremic, V. (2014). How the top 500 ARWU can provide a misleading rank. Journal of the Association for Information Science and Technology. 65(6), 1304-1305. IF (2015) – 1.846
- Jeremic, V., & Jovanovic-Milenkovic, M. (2014). Evaluation of Asian university rankings: position and perspective of leading Indian higher education institutions. Current Science, 106(12), 1647-1653. IF (2014) – 0.926
- Jovanovic-Milenkovic, M., Jeremic, V., & Martic, M. (2014). Sustainable development in the e-Health sector of the European Union. Journal of Environmental Protection and Ecology, 15(1), 248-256. IF (2014) – 0.838
- Dobrota, M., Bulajic, M., & Jeremic, V. (2014). A way to enhance the Perspektywy University Ranking methodology. IREG-7 Conference: Employability and Academic Rankings – Reflections and Impacts, London, UK.
- Seke, K., Petrovic, N., Jeremic, V., Vukmirovic, J., Kilibarda, B., & Martic, M. (2013). Sustainable development and public health: rating European countries. BMC Public Health, 13, 77. IF (2013) – 2.321
- Jeremic, V., Jovanovic-Milenkovic, M., Radojicic, Z., & Martic, M. (2013). Excellence with Leadership: the Crown Indicator of SCImago Institutions Rankings IBER Report. El Profesional de la Informacion, 22(5), 466-472. IF (2013) – 0.402
- Petrovic, N., Jeremic, V., Petrovic, D., & Cirovic, M. (2013). Modelling the use of Facebook in environmental higher education. In G. Mallia (Ed.) The Social Classroom: Integrating Social Network Use in Education (pp. 100-119), Hershey, PA: IGI Global.
- Bulajic, Milica; Jeremic, Veljko; Knezevic, Snezana; Zarkic-Joksimovic, Nevenka (2013). „A Statistical Approach to Evaluating Efficiency of Banks”. Economic Research-Ekonomska Istraživanja. 26 (4): 91—100. S2CID 34267474. doi:10.1080/1331677X.2013.11517632.
- Jayaraman, A.R., Srinivasan, M.R., & Jeremic, V. (2013). Empirical analysis of banks in India using DBA and DEA. Management: Journal for Theory and Practice Management, 18(69), 25-36.
- Rаdојicic, Z., Islјаmоvic, S., Pеtrоvic, N., & Јеrеmic, V. (2012). A novel approach to evaluating sustainable development. Problemy Ekorozwoju - Problems of Sustainable Development, 7(1), 81-85. IF (2011) – 1.980
- Jovanovic, M., Jeremic, V., Savic, G., Bulajic, M., & Martic, M. (2012). How does the normalization of data affects the ARWU ranking? Scientometrics, 93(2), 319-327. IF (2012) – 2.133
- Radojicic, Z., & Jeremic, V. (2012). Quantity or quality: What matters more in ranking higher education institutions? Current Science, 103(2), 158-162. IF (2012) - 0.905
- Jeremic, V., Bulajic, M., Martic, M., & Radojicic, Z. (2011). A fresh approach to evaluating the academic ranking of world universities. Scientometrics, 87(3), 587-596. IF (2011) – 1.966
- Јеrеmic, V., Vukmirоvic, D., & Rаdојicic, Z. (2010). Does Playing Blindfold Chess Reduce the Quality of Game: Comments on Chabris and Hearst (2003). Cognitive Science, 34(1), 1-9. IF (2010) – 2.322
- Radojicic, M., Jeremic, V., & Savic, G. (2020). Going beyond health efficiency: What really matters? The International Journal of Health Planning and Management. 35(1), 318- 338. IF (2018) - 1.45
- Maricic, M., Kostic-Stankovic, M., Bulajic, M., & Jeremic, V. (2019). See it and believe it? Conceptual model for exploring the recall and recognition of embedded advertisements of sponsors. International Journal of Sports Marketing and Sponsorship. 20(2), 333-352. IF (2018) – 0.848
- Maricic, M., Egea, J., & Jeremic, V. (2019). A Hybrid Enhanced Scatter Search—Composite I-Distance Indicator (eSS-CIDI) Optimization Approach for Determining Weights Within Composite Indicators. Social Indicators Research, 144(2), 497-537. IF (2018) – 1.703
- Bojkovic, N., Jeremic, V., Petrovic, M., & Tica, S. (2019). Preferences for car sharing service attributes among university students: Evidence from an emerging market. Journal of East European Management Studies (JEEMS), 24(4), 635- 652. IF (2018) – 0.571
- Glogovac, M., Filipovic, J., Zivkovic, N., & Jeremic, V. (2019). A Model for Prioritization of Improvement Opportunities Based on Quality Costs in the Process Interdependency Context. Engineering Economics, 30(3), 278-293. IF (2018) – 0.73
- Radojicic, M., Savic, G., & Jeremic, V. (2018). Measuring the efficiency of banks: the bootstrapped I-distance GAR DEA approach. Technological and Economic Development of Economy, 24(4), 1581-1605. IF (2018) – 4.344.
- Pilcević, I., Jeremic, V., & Vujosevic, D. (2018). Evaluating the scientific performance of institutions within the university: an example from the University of Belgrade’ leading institutions. Journal of the Serbian Chemical Society, 83(11), 1285-1295, IF (2018) – 0.828
- Milosevic, P., Petrovic, B., & Jeremic, V. (2017). IFS-IBA similarity measure in machine learning algorithms. Expert Systems with Applications, 89, 296-305. IF (2017) – 3.768[3]